# 杉杉集团
杉杉集团有限公司，简称杉杉集团，是中华人民共和国的一家综合性企业集团，前身是1980年组建的鄞县纺织服装厂，总部位于浙江省宁波市，在上海市浦东新区亦设有总部。公司创立时以服装业为主，目前已发展成为以能源科技、偏光片等产业为主的综合性企业。

## 历史

### 服装主业时期
杉杉的前身为1980年组建的鄞县纺织服装厂，1984年更名为宁波甬港服装总厂，并引进当时中国少有的德国杜克普生产流水线一条，生产高级男士西装。1989年5月，郑永刚接管了当时亏损一千多万的甬港服装总厂。当时甬港服装总厂已经连续三年更换厂长，不到300名职工。郑永刚上任后便赴全国各地走访，发现到甬港服装总厂的产品没有市场，连续亏损，于是郑永刚有了“创立中国西服第一品牌”的远景。郑永刚在厂院里看到三棵高大的杉树后，随即采用“杉杉”作为企业商标。该厂随后对内部进行大胆改革，同时在国外品牌西装的冲击下推出“杉杉”牌西服，以轻、薄、挺、软、耐水洗为特点。他因在1980年代末推行服装名牌战略而被公认为中国服装界的先行者，同时鉴于其敢作敢为、果决刚毅的个性，被业界誉为中国服装界的“巴顿将军”。
1990年，杉杉西服在上海南京路、淮海路上的十家专卖店上架，一举在上海成名。同年，郑永刚借款3万元在中国中央电视台投播广告，以广告语“不要太潇洒”迅速在中国大陆走红，也成为首家在央视打广告的服装企业。但此举曾一度引发争议，认为郑永刚不好好做生产，形容“不是这个行当的人”。而随着广告的播出，杉杉西服的价格也从原来的120元翻倍到了240元。
1991年，杉杉从国有企业改制为集体企业，随后再改为股份制企业。1993年成立杉杉发展有限公司（后改制为杉杉集团）。1992年，杉杉建成中国第一个完整的当时最大的市场网络体系，后于1994年导入CIS形象策划。杉杉西服在1992年至1995年连续四年被中华人民共和国国内贸易部评为最畅销产品“金桥奖”。
1996年，杉杉股份在上海证券交易所上市，成为中国服装行业第一家上市公司。到1998年，杉杉品牌销售收入达23.5亿元，并连续7年占据中国服装市场占有率第一，市场综合占有率达到37.4%。公司总资产19亿元，职工5200余人，连续多年位居中国服装百强之首位。
1998年，杉杉推进“多品牌，国际化”战略，推动中国服装行业的转型升级。

### 多元化发展
1999年，郑永刚将杉杉总部移至上海，随后提出两个大的战略方向，即新能源新材料和大健康。同年5月，杉杉与鞍山热能研究院签署合作协议，共同投资成立上海杉杉科技有限公司，正式跨足能源产业。2001年，双方投资的国家863项目——“中间相碳微球”正式投产，结束了日本企业对锂离子电池负极材料的垄断。而后郑永刚在上海金桥拿下97亩地，投入3亿元，开始进行锂电池负极材料实验和产业化。而负极材料刚推向市场的时候，价格高达37万元人民币一吨，因此应用市场很难打开。1999年杉杉开始进军锂电池产业以后的八年，经营持续亏损。2007年智能手机逐步普及后，苹果公司开始在全球招聘供应商。当时的宁德时代生产电池，杉杉作为中国的材料企业，被认定为宁德时代的供应商。杉杉也由此成为中国首个将锂电池从生产到销售产业化、规模化、市场化的企业。2013年，杉杉的锂电池产业收入首次超过了服装产业。
2007年，郑永刚辞任杉杉股份董事长，其后通过投资平台先后入股宁波银行、大元股份、中科英华、希努尔、艾迪西、江泉实业、新华龙等多家公司。
2011年，杉杉旗下的杉杉商业集团与日本三井不动产合作开出首家奥特莱斯。惟于2019年7月10日，杉杉商业集团全部股权被唯品会收购。
2018年6月，杉杉股份将旗下的服装业务分拆上市，6月27日以“杉杉品牌”的名义在香港交易所挂牌。同时，公司也将正极材料企业“湖南杉杉”51%的股份出售予巴斯夫，重回锂电负极材料行业。
2020年12月28日，郑永刚再度担任杉杉股份董事长。2021年2月1日，杉杉股份成功收购LG化学的偏光片业务，成立杉金光电，进入全球仅由少数几家公司主导的LCD偏光片市场。杉金光电也成为全球规模最大、技术最先进的偏光片生产基地。
2021年，杉杉股份开始剥离旗下的正极业务，由关联方吉翔股份受让。
2022年7月21日，杉杉股份发布消息称，公司获得瑞士证券交易所监管局关于公司发行全球存托凭证（GDR）并在瑞士证券交易所上市的附条件批准。7月28日，杉杉股份GDR在瑞士证券交易所上市。
2023年3月25日，杉杉股份董事会审议通过创始人郑永刚之子郑驹接任董事长。然而郑永刚的遗孀周婷在股东大会现场称该次股东大会“是违规和错误的”，认为基于继承关系，她应当成为杉杉股份的实际控制人。杉杉股份相关人士回应称本次选举不存在违规和错误，是合法有效的。随后周婷及三子女起诉郑驹，要求冻结郑永刚名下所持的宁波青刚投资有限公司51%股份。周婷、郑驹二人不久后达成和解。
2023年5月10日，郑驹以及周婷当选杉杉股份新一届董事会非独立董事。郑驹表示，已和周婷就股权问题达成一致。
2024年11月18日，郑驹辞任杉杉股份董事长职务，改任副董事长；周婷当选为新任董事长。但在不到三个月后，周婷卸任杉杉控股董事长，保留董事职务；周顺和接任董事长，系周婷直系亲属。

## 业务
杉杉集团为多元化企业，目前以能源科技、偏光片等产业为主营业务，兼营服装、医疗健康、贸易物流、商业等业务。

### 能源科技
杉杉集团于1999年开展能源业务，是中国第一家从事锂离子电池人造石墨负极材料研发、生产企业，拥有包括材料造粒、表面改性、球化、热处理等自主核心知识产权。至2021年，公司拥有锂电池负极、电解液、正极业务，是全球最大的锂电材料生产商，同时也是全球规模最大的锂离子电池材料综合供应商，与苹果、三星、BMW等企业达成供应链关系。旗下的杉杉科技拥有上海（浦东、临港）、宁波、宁波鄞州、湖州、郴州、福建宁德、包头（青山、九原）、四川眉山、云南昆明共十一家工厂，其人造石墨出货量稳居全球第一，在消费电子领域市场份额居全球首位。
2021年杉杉与巴斯夫组建合资企业巴斯夫杉杉电池材料有限公司（前身为2003年成立的湖南杉杉能源），拥有长沙、宁乡、石嘴山三座工厂，主要生产正极材料。而杉杉新材料成立于2005年，拥有东莞和衢州两个基地，主要生产电解液。另外公司还拥有尤利卡太阳能公司，主要从事太阳能电池片、光伏组件的研发、生产、销售；而永杉锂业则用于供应锂电池正极材料的生产。

### 偏光片
2021年2月1日，杉杉股份收购LG化学的偏光片业务，成立杉金光电，成为全球规模最大、技术最先进的偏光片生产基地。杉金光电拥有8条偏光片前端生产线（含两条原韩国梧仓产线，现已搬迁至广州），其中5条为2米以上的超宽幅生产线。偏光片业务市场份额在全球处于领先低位，从2013年起已成为行业龙头，与京东方、华星光电、咸阳彩虹光电、LG显示、夏普、惠科等建立合作关系。

### 服装
服装业务是杉杉创立初期的主营业务。1999年跨足能源业务后，杉杉股份开始逐渐减轻、剥离服装业务。2011年，杉杉成立杉杉服装品牌经营有限公司，2016年更名为杉杉品牌，拥有FIRS和SHANSHAN两个男装品牌。至2019年杉杉品牌不再由杉杉股份实际控制，杉杉股份在杉杉品牌的持股比例下降至19.37%。

### 其他业务
杉杉集团的医疗业务平台为“杉杉医疗”，拥有上海君康医院、无锡华清医院、无锡华泰康复医院、上海君爱康复医院等医院，未来在8-10年内计划在长三角地区布局总床位规模达5000张。而旗下的杉杉物产集团为中国民营对外贸易500强企业，专注于经营大宗商品贸易。此外公司拥有多个商业项目，包括舟山杉杉普陀天地、嘉兴杉杉in象、宁波中心等。

## 事件
2025年1月15日，杉杉集团有限公司公告，公司未能按时支付多笔贷款本金及利息，包括向广发银行垫付的信用证款项、上海银行及工商银行的贷款利息等。截至2025年1月15日，公司合并口径（除上市公司杉杉股份外）有息负债总额为126.21亿元，其中1年内到期的短期债务为120.37亿元。杉杉集团表示，上述款项未结清主要由于资金安排原因，公司正与相关单位积极协商解决方案。